# Cedar Fort
Cedar Fort è un comune degli Stati Uniti d'America, nella Contea di Utah, nello Stato dello Utah. Gli abitanti secondo il censimento del 2000 ammontano a 341, passati a 360 secondo una stima del 2007.

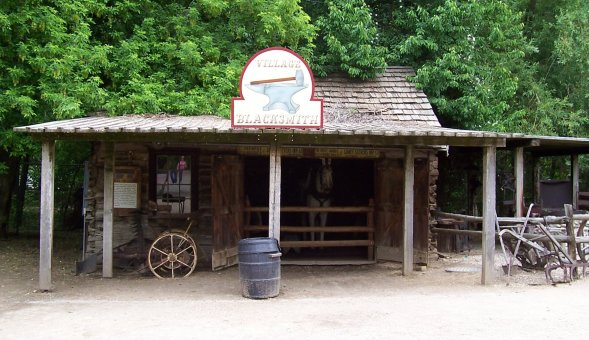
Costruita a Cedar Fort nel 1858, questa bottega da maniscalco serviva le truppe stazionate presso il vicino paese di Camp Floyd. L'edificio è stato ricostruito nel Pioneer Village all'interno del Parco Divertimenti di Lagoon, a Farmington.